# Marknadsholmen
Marknadsholmen är en ö i Finland. Den ligger i Norra kvarken och i kommunen Vörå i den ekonomiska regionen  Vasa i landskapet Österbotten, i den västra delen av landet. Ön ligger omkring 29 kilometer nordöst om Vasa och omkring 370 kilometer norr om Helsingfors.
Öns area är 5,3 hektar och dess största längd är 300 meter i sydöst-nordvästlig riktning. I omgivningarna runt Marknadsholmen växer i huvudsak blandskog.